# Lucy Wener
Lucy Wener (Califórnia) é uma ex-ginasta estadunidense, que competiu em provas de ginástica artística.
Wener fez parte da equipe estadunidense que disputou os Jogos Pan-americanos de Caracas, na Venezuela. Neles, foi membro da seleção campeã por equipes, após a nação não subir ao pódio na edição anterior. Individualmente, conquistou medalha ainda na prova das barras assimétricas, da qual saiu-se campeã, após superar a compatriota Lisa Wittwer. Aposentada, formou-se em psicologia e passou a trabalhar como assistente no Cal State Fullerton e como treinadora na Universidade da Virgínia Ocidental. Casou-se em 1993 com Mark Fox, com quem teve dois filhos, Ethan e Olivia. Ocasionalmente, passou também a trabalhar como árbitra, treinadora e coreógrafa, inclusive para a equipe nacional dos Estados Unidos.